# Hængsson
Hængsson ist ein isländischer Name.

## Herkunft und Bedeutung
Der Name ist ein Patronym und bedeutet Sohn des Hængur. Die weibliche Entsprechung ist Hængsdóttir (Tochter des Hængur).

## Namensträger
- Hrafn Hængsson, isländischer Jurist und Gode
- Þorsteinn Páll Hængsson (* 1964), isländischer Badmintonspieler